# Francesco Ceci

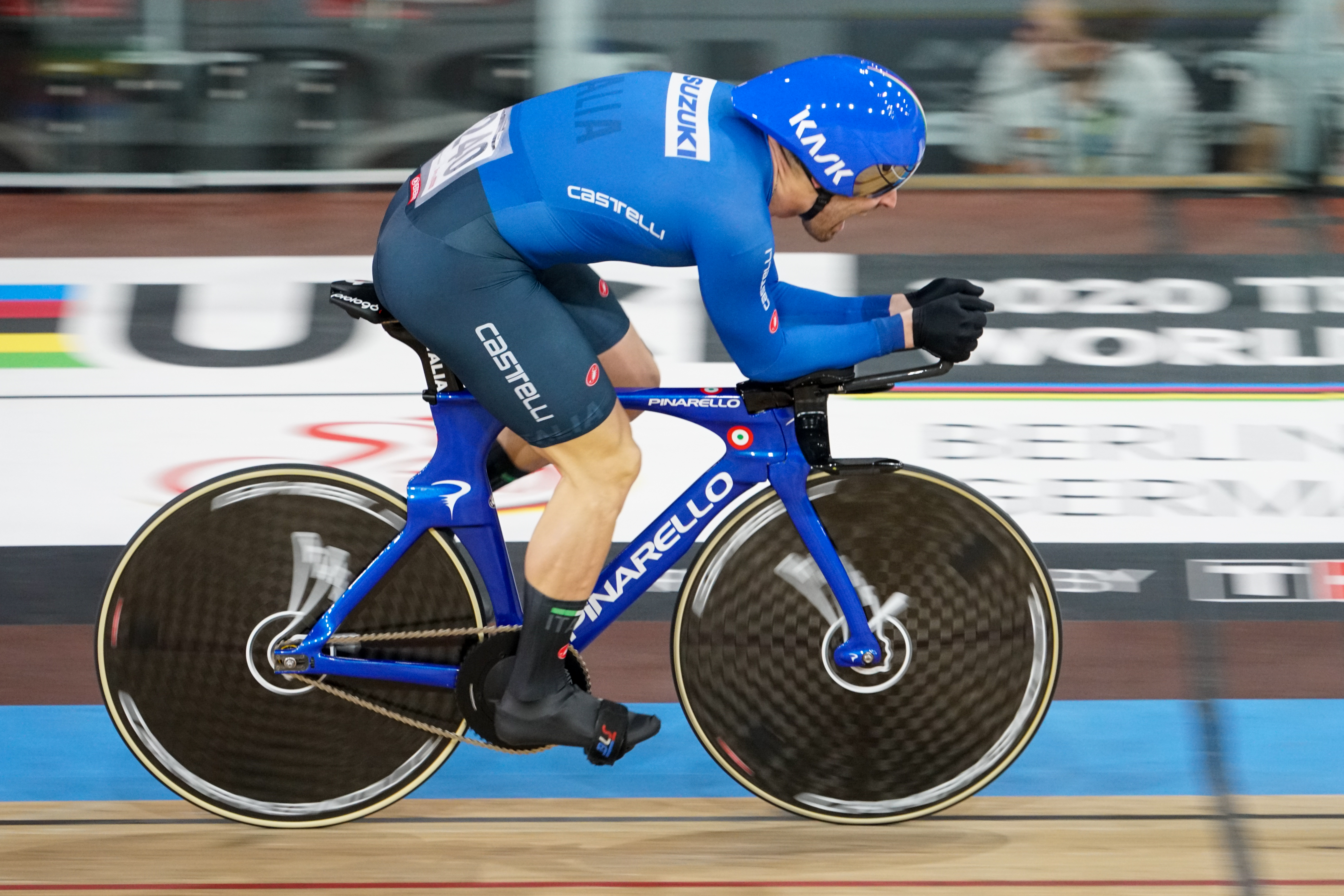
Ceci im Zeitfahren bei der Bahn-WM 2020

Francesco Ceci (* 18. Dezember 1989 in Ascoli Piceno) ist ein italienischer Bahnradsportler, der sich auf Kurzzeitdisziplinen spezialisiert hat.

## Sportliche Laufbahn
2011 wurde Francesco Ceci zweifacher italienischer Meister, im 1000-Meter-Zeitfahren und im Teamsprint gemeinsam mit seinen Cousins Luca und Valerio Catellini. 2013 errang er drei nationale Titel, in Sprint, Keirin und im Zeitfahren. Im Februar 2014 stürzte Ceci im Velodromo Fassa Bortolo in Montichiari schwer und fiel deshalb für die UCI-Bahn-Weltmeisterschaften 2014 aus, für die er sich in Keirin und Zeitfahren qualifiziert hatte. Bis einschließlich 2020 errang Ceci mindestens 25 italienische Meistertitel.
Francesco und Luca Ceci, Valerio Catellini sowie Francescos jüngerer Bruder, Davide Ceci, fuhren 2012 für das Team Ceci Dreambike, ein UCI Track Team. 2021 beendete Ceci seine Radsportlaufbahn, nachdem er im Februar aus dem italienischen Kader entlassen worden war, um jüngeren Fahrern in Hinblick auf die Olympischen Spiele 2024 in Paris den Weg frei zu machen. Zum Abschluss gewann er seinen 33. italienischen Titel. Ceci war Mitglied der G.S. Fiamme Azzure, der Sportabteilung der italienischen Polizei. Nach seiner Entlassung aus dem Sportkader wurde er zum Dienst im Gefängnis Casa Circondariale di Marino del Tronto eingesetzt.
2023 nahm Ceci seine Sportlaufbahn wieder auf und errang seinen 34. nationalen Titel, im Zeitfahren. Bei den Paracycling-Bahnweltmeisterschaften 2023 in Glasgow gewann er als Pilot des sehbehinderten Fahrers Stefano Meroni mit Chiara Colombo und Elena Bissolati Silber im Teamsprint Mixed B.

## Erfolge

### Bahn
2008
- Italienischer Meister – Teamsprint (mit Luca Ceci, Roberto Chiappa und Giuseppe Stefano Fiorin)

2009
- Italienischer Meister – 1000-Meter-Zeitfahren, Teamsprint (mit Luca Ceci und Andrea Guardini)

2010
- Italienischer Meister – 1000-Meter-Zeitfahren

2011
- Italienischer Meister – 1000-Meter-Zeitfahren, Teamsprint (mit Valerio Catellini und Luca Ceci)

2012
- Italienischer Meister – 1000-Meter-Zeitfahren

2013
- Italienischer Meister – Keirin, Sprint, 1000-Meter-Zeitfahren

2014
- Italienischer Meister – Keirin, 1000-Meter-Zeitfahren, Teamsprint (mit Davide Ceci)

2015
- Italienischer Meister – 1000-Meter-Zeitfahren, Sprint

2016
- Italienischer Meister – Keirin, 1000-Meter-Zeitfahren, Teamsprint (mit Dario Zampieri, Davide Ceci und Matteo Del Rosario)

2018
- Italienischer Meister – Sprint, Keirin

2019
- Italienischer Meister – Sprint, Keirin

2020
- Italienischer Meister – Sprint, Keirin

2021
- Italienischer Meister – Sprint

2023
- Italienischer Meister – 1000-Meter-Zeitfahren

### Paracycling (Bahn)
2023
- Weltmeisterschaft – Teamsprint (Mixed) (mit Chiara Colombo, Stefano Meroni und Elena Bissolati)

## Teams
- 2012 Team Ceci Dreambike